# Rusavskia elegans
 (juillet 2025).
 (juin 2025).
Si vous disposez d'ouvrages ou d'articles de référence ou si vous connaissez des sites web de qualité traitant du thème abordé ici, merci de compléter l'article en donnant les références utiles à sa vérifiabilité et en les liant à la section « Notes et références ».
 (juillet 2025).
Espèce
Statut de conservation UICN

 LC  : Préoccupation mineure
Rusavskia elegans (anciennement Xanthoria elegans ), communément appelé lichen élégant à rayons de soleil, est une espèce de champignon lichénisé du genre Rusavskia, de la famille des Teloschistaceae. Reconnaissable à sa pigmentation orange vif ou rouge, cette espèce pousse sur les rochers, souvent à proximité de perchoirs d'oiseaux ou de rongeurs. Sa distribution est circumpolaire et alpine. C'est l'un des premiers lichens à être utilisé pour la méthode de datation des parois rocheuses connue sous le nom de lichénométrie.

## Taxonomie
Rusavskia elegans a été formellement décrit pour la première fois par Johann Heinrich Friedrich Link sous le nom de Lichen elegans en 1791, et transféré au genre Xanthoria par Theodor Magnus Fries (fils d'Elias Magnus Fries ) en 1860. En 2003, Sergey Kondratyuk et Ingvar Kärnefelt ont transféré le taxon dans leur genre nouvellement circonscrit Rusavskia, dans lequel il est l'espèce type. Bien que le nouveau genre n’ait pas été initialement largement accepté, des études phylogénétiques moléculaires ultérieures ont montré la validité de la nouvelle classification.
Sa photosymbiose appartient au genre Trebouxia.

## Description
Le thalle de ce lichen est décrit comme foliacé, ayant l'aspect de feuilles, bien que les parties centrales du thalle puissent apparaître presque crustacées. Il est petit, généralement moins de 5 cm (2 po) de large, avec des lobes inférieurs à 2 mm (0,08 po) large, apprimé à faiblement apprimé. La surface supérieure est d'une nuance d'orange tandis que la surface inférieure est blanche, corticaire, avec haptère courts et clairsemés (une structure d'attache produite par certains lichens). Les propagules végétatives appelées sorédies et isidies sont absentes, bien que les apothécies soient courantes. Il a été décrit comme possédant des thalles gonflés, jaune orangé (dans les ruisseaux), des thalles orange compacts (sur les rochers) ou des thalles rouge orangé foncé sur les parois rocheuses les plus sèches.
La variété R. élégans var. granulifera, caractérisée par des propagules végétatives de type isidie, a été signalée au Groenland et au Spitzberg.

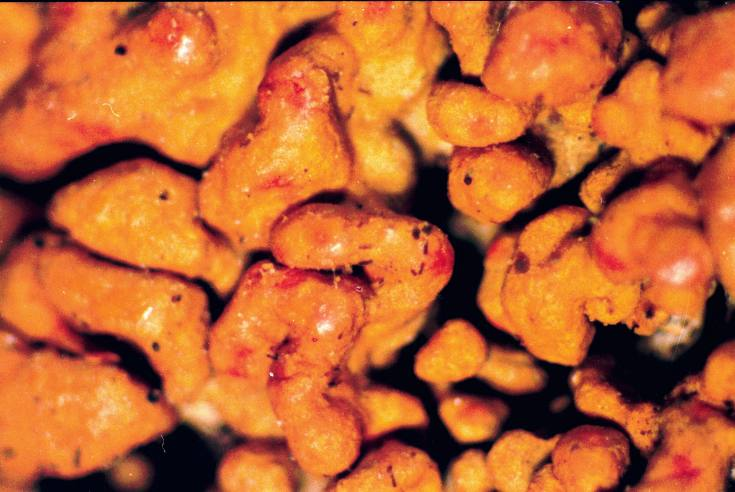
Spécimen d'herbier de R. elegans, montrant les lobes à 40× grossissement

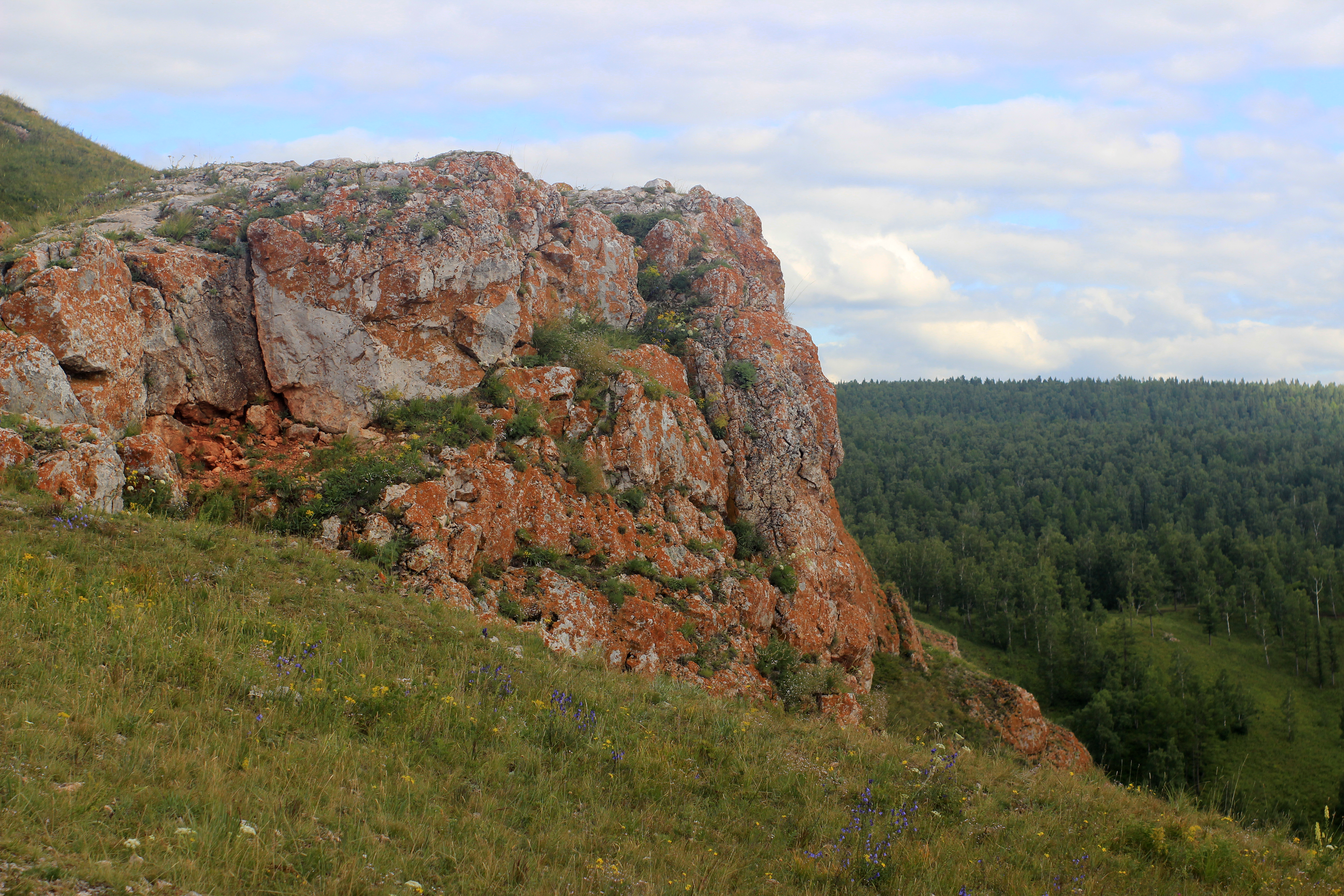
R. elegans à la surface de la roche

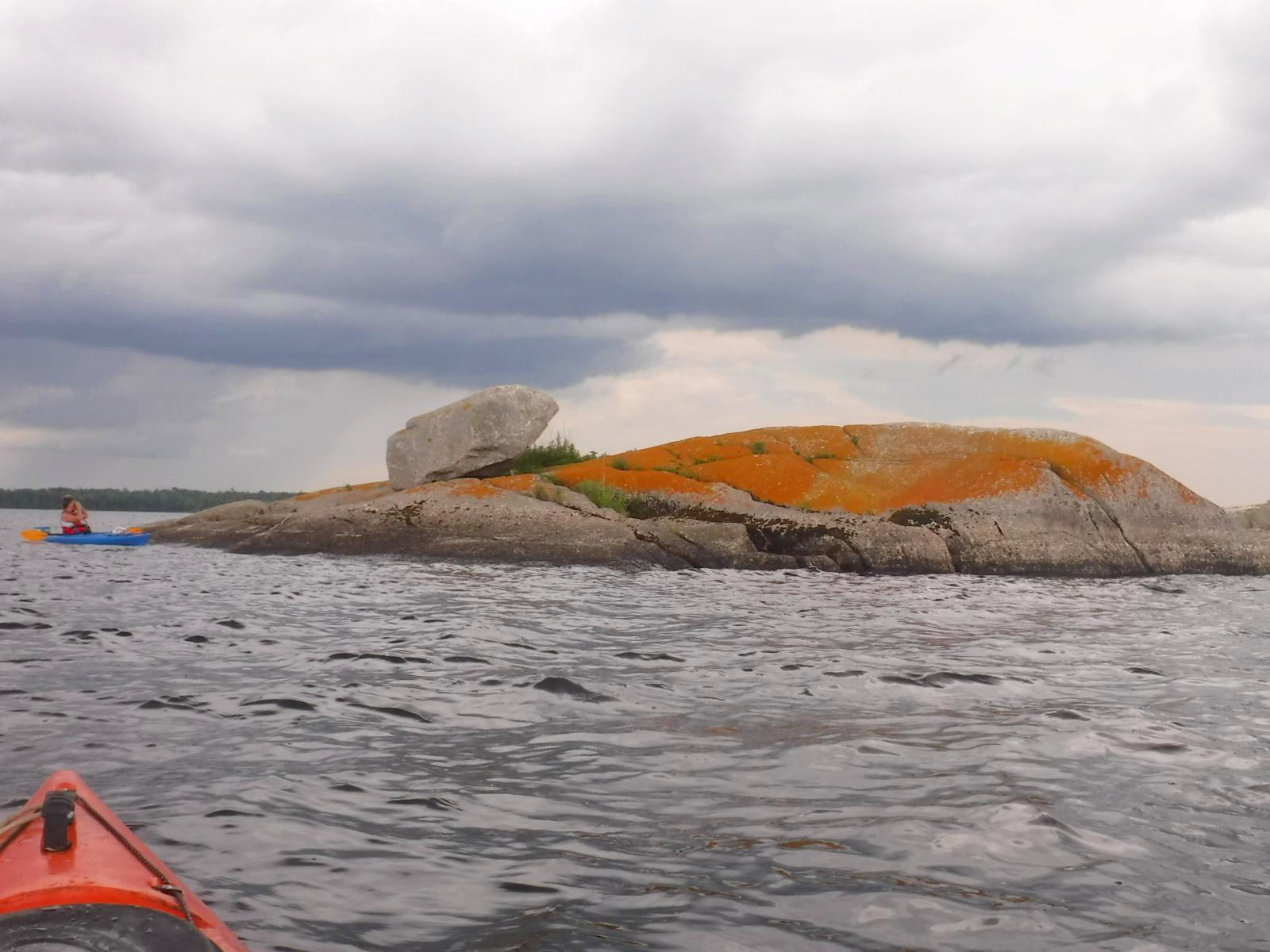
R. elegans sur un îlot rocheux du lac Gaspereau

## Taux de croissance
R. elegans a été l'une des premières espèces utilisées pour la lichénométrie, une technique d'estimation de l'âge des parois rocheuses en mesurant le diamètre des thalles de lichen qui y poussent. Après une période initiale d’une ou deux décennies pour établir la croissance (l’intervalle d’ écèse ), R. elegans grandit à un rythme de 0,5 mm par année pour le premier siècle, avant de ralentir quelque peu.

## Habitat et répartition
Cette espèce pousse sur les roches, calcaires et siliceuses, la recouvrant parfois de la mousse ou de la litière. On le trouve souvent sur des sites exposés ou quelque peu abrités, souvent à proximité de déjections d'oiseaux ou de petits mammifères. Il s'est également adapté avec succès à la croissance sur des surfaces de croissance artificielles et naturelles, de la zone d'embruns marins à la forêt boréale et dans les prairies de l'intérieur du continent. Il peut prospérer dans des zones ayant moins de 6 centimètres de précipitations annuelles et peut survivre submergé dans les cours d'eau pendant une grande partie de la saison de croissance.
R. elegans a une large distribution circumpolaire et alpine et se trouve sur tous les continents à l'exception de l'Australie. Il est répandu dans les régions antarctiques.
Le lichen est utilisé comme système modèle pour étudier le potentiel de résistance aux environnements extrêmes de l'espace. Parmi les différents lichens testés, il a montré la capacité de se remettre de situations de simulation spatiale, y compris l'exposition à 16 heures de vide à 10 −3 rayonnement Pa et UV à des longueurs d'onde inférieures à 160 nm ou supérieur à 400 nm. R. elegans a survécu à une exposition de 18 mois aux rayons UV solaires, aux rayons cosmiques, au vide et à des températures variables dans une expérience réalisée par l'ESA à l'extérieur de l'ISS.

## Composés bioactifs
Divers composés anthraquinoniques ont été identifiés dans R. elegans, y compris l'allicine, le physcion, la téloschistine, la xanthorine, et l'érythoglaucine, l'acide murolique et un dérivé glycosidique de l'acide murolique ((18 R )-18- O -β- D -apiofuranosyl-(1-2)-β- D -glucopyranoside). L'algue symbiote produit un cyclopeptide, le cyclo-( L -tryptophyle- L -tryptophyle).

### Caroténoïdes
Les caroténoïdes ont un certain nombre de fonctions physiologiques dans les lichens, comme l'amélioration de la disponibilité de l'énergie lumineuse pour la photosynthèse et la protection de l'organisme contre l'action photooxydante de la lumière UV. Dans R. elegans, comme dans de nombreuses espèces de Rusavskia, les spécimens poussant dans des zones à rayonnement UV intense contiennent plus de caroténoïdes que ceux cultivés dans des zones plus ombragées. La biosynthèse des caroténoïdes dépend également de la saison de l’année, comme l’a montré une étude sur R. elegans en Antarctique. Le caroténoïde prédominant dans R. elegans, responsable de la couleur jaune orangé, est la mutatoxanthine.